# آدم فرايبيرج
آدم فرايبيرج (بالسويدية: Adam Friberg)‏ هو لاعب رياضة إلكترونية ‏ سويدي، ولد في 19 أكتوبر 1991.